# سو لانگهرست
سو لانگهرست (انگلیسی: Sue Longhurst؛ زاده ۲۷ ژانویهٔ ۱۹۴۳) یک بازیگر اهل انگلستان است.
از فیلم‌ها یا مجموعه‌های تلویزیونی که وی در آن‌ها نقش داشته‌است می‌توان به اون پائین به کارت ادامه بده و ادامه بده، جک اشاره نمود.